# Pittsburgh Pirates
O Pittsburgh Pirates é uma equipe de beisebol americana sediada em Pittsburgh, Pensilvânia. Os Pirates jogam na Major League Baseball, como membros da Divisão Central da Liga Nacional (NL). Os Pirates mandam seus jogos no PNC Park, mas o clube já teve como estádios o Forbes Field e o Three Rivers Stadium. Fundado em 15 de novembro de 1881 como Pittsburg Alleghenys, a franquia conquistou cinco vezes a World Series. Os Pirates podem ser chamados de "Bucs" ou "Buccos" (diminutivos de "buccaneers", sinônimo de "pirate").

## História

### Fundação
Os Pirates são um dos times mais antigos do beisebol norte-americano. Entre 1882 e 1886, então conhecidos como Pittsburgh Alleghenys (em homenagem ao rio Allegheny, que, ao lado do rio Monongahella, corre ao longo da cidade para formar o rio Ohio), foram membros fundadores da American Association. Devido às boas campanhas nessa liga, o time foi convidado para fazer parte da Liga Nacional em 1887.
Na nova liga, o time teve campanhas apenas razoáveis, com aproveitamento entre 44,4% e 49,3%. Só que em 1890 o elenco sofreu baixas importantes com o surgimento da Player's League, uma liga paralela, e terminou o ano com apenas 23 vitórias, junto com 113 derrotas. Por causa disso, o dono do time, Dennis McKnight acabou com o time e juntou forças com os donos da franquia de Pittsburgh na Player's League, que também tinha fechado, e formou uma nova entidade, conhecida como Companhia Atlética de Pittsburgh.
Essa nova entidade tornou-se a dona da franquia de Pittsburgh na Liga Nacional, que passou a ser conhecida como Pittsburgh Pirates. À exceção de 1893, quando terminaram na segunda posição, os Pirates tiveram apenas campanhas medianas nessa década. Em 1899 Barney Dreyfuss, dono do time de Louisville, antecipando-se à medida que, ao final da temporada, acabaria com sua franquia, comprou metade do time de Pittsburgh.
Ele não parou por aí. Ainda arranjou uma troca vantajosa para os Pirates, mandando 12 dos jogadores do Louisville — incluindo todas as estrelas — para Pittsburgh, en troca de quatro jogadores e 25 mil dólares em dinheiro. Entre esses jogadores estavam Fred Clarke, Tommy Leach, Deacon Phillippe, Rube Waddell, Honus Wagner e Chief Zimmer.

### Os primeiros títulos
O time tornou-se uma força instantaneamente graças à troca, especialmente pela presença de Wagner. Entre 1901 e 1903, ganhou o título da Liga Nacional, e nesse último ano disputou — e perdeu — a primeira Série Mundial, contra o Boston Pilgrims (hoje os Red Sox). Em 1909 ganharam seu quarto título da LN e bateram o Detroit Tigers de Ty Cobb na Série Mundial, mandando seus jogos no Forbes Field, seu novíssimo estádio feito de concreto e aço.
Depois da aposentadoria de Honus Wagner, o time entrou em declínio até os anos 1920, quando novas estrelas surgiram no elenco. Na Série Mundial de 1925 venceram o Washington Senators de Walter Johnson em sete jogos, depois de estarem perdendo a série por três jogos a um. Foi a primeira vez que tal virada foi conseguida no beisebol. Mas, dois anos depois, os Pirates não foram páreo na Série Mundial para o New York Yankees, cuja equipe em 1927 é quase sempre citada como a melhor de todos os tempos. Apesar de ter perdido os quatro jogos, duas dessas derrotas foram por apenas uma corrida de diferença e o último jogo foi decidido por um arremesso errôneo na nona entrada.

### Os anos de seca
Depois do título da Liga Nacional em 1927, foram 33 anos de seca, com algumas boas campanhas até 1938 e muitas más campanhas nos anos 1940 e 1950. Duas ocasiões foram emblemáticas para demonstrar essa época de vacas magras.
Em 1955 os Bucs não tinham conseguido rebatida alguma contra Sam Jones, do Chicago Cubs, mas lotaram as bases com três andadas no início da nona entrada. Só que o time não conseguiu fazê-lo pagar por isso: Jones eliminou os três rebatedores seguintes por strike-out.
Já em 1959 foi muito mais dolorido. Em 26 de maio o arremessador Harvey Haddix, dos Pirates, arremessou doze entradas perfeitas contra o Milwaukee Braves, mas, como os Pirates também não marcaram corridas, apesar de 12 rebatidas válidas (incluindo três simples na terceira entrada), o jogo estendeu-se. Harvey chegou a ser aplaudido de pé pela tocida adversária ao final da nona entrada, o que se repetiu ao final da 10.ª, 11.ª e 12.ª. Na 13.ª entrada, um home run confuso de Joe Adcock encerrou a partida com vitória dos Braves — e nada mais de jogo perfeito para Haddix.
Uma das poucas boas notícias dessa década veio em 1954, quando do recrutamento de Roberto Clemente, considerado por muitos o maior jogador a vestir a camisa dos Pirates. Ele tinha contrato com o Brooklyn Dodgers, mas, como seu time não o usava, ele estava disponível para o recrutamento. Os Dodgers tentaram "escondê-lo", usando-o muito pouco em seu time de baixo durante aquela temporada, mas os Bucs, que detinham a primeira escolha, estavam de olho e escolheram-no em 22 de novembro.

### O título de 1960
Durante a temporada de 1960 os Pirates lutaram com o St. Louis Cardinals pelo título da Liga Nacional até os últimos dias e garantiram a classificação com a derrota dos Cards para o Chicago Cubs em 25 de setembro. A Série Mundial seria novamente contra os Yankees.
Mesmo 33 anos depois, o time de Nova York ainda tinha um elenco imponente e era considerado o favorito por larga margem. Esse favoritismo pareceu merecido nas três vitórias que os Yankees acumularam na série, nos jogos 2, 3 e 6, respectivamente por 16-3, 10-0 e 12-0, mas os Pirates valeram-se de boas atuações de seus arremessadores e de sua defesa, além de rebatidas nas horas certas, para estender a série até o sétimo jogo. As vitórias nos jogos 1, 4 e 5 foram, respectivamente, por 6-4, 3-2 e 5-2.
O sétimo e decisivo jogo foi realizado no Forbes Field. Os Pirates fecharam a oitava entrada ganhando por 9-7, graças a um home run de três corridas de Hal Smith, mas os nova-iorquinos empataram a partida na parte de cima da nona entrada. Mal sabiam que o jogo não se estenderia muito mais. Na parte de baixo, Bill Mazeroski rebateu o que é talvez o home run mais dramático da história do beisebol, depois do segundo arremesso de Ralph Terry, às 15h36 do horário local. Conta-se que o legendário Mickey Mantle, astro dos Yankees, chorou por horas depois da derrota de seu time por 10-9.
Mazeroski foi o único jogador a encerrar uma Série Mundial com um home run até Joe Carter, do Toronto Blue Jays, repetir o feito em 1993. Mas Mazeroski ainda é o único a ter conseguido o feito em um jogo 7.

### Os títulos dos anos 1970
Os Pirates mantiveram-se competitivos ao longo da década de 1960, mesmo sem chegar a nenhuma outra Série Mundial, e mudaram-se para o Three Rivers Stadium em 1970. Em 1971, alcançaram novamente as finais do beisebol e conquistaram outro título, desta vez em cima do Baltimore Orioles, com uma atuação espetacular de Clemente.
Apesar da morte prematura de Clemente no final de 1972, aos 38 anos, em um acidente de avião quando levava suprimentos de Porto Rico às vítimas de um terremoto na Nicarágua, ao longo dessa década, os Bucs conquistaram seis títulos da Divisão Leste da Liga Nacional. Em 1979 os Orioles estavam no caminho em mais uma Série Mundial. Mais uma vez, os Pirates prevaleceram em sete jogos, com Willie Stargell agora fazendo o papel de estrela ofensiva. Assim como 54 anos antes, os Pirates tiveram de virar uma série que perdiam por três jogos a um. Até hoje, ainda são o único time a ter conseguido esse feito por duas vezes.

### Passado recente
Depois de trazer o título para Pittsburgh em 1979, os Pirates decaíram na década seguinte, até que um jovem time, liderado por Barry Bonds ganhou três títulos seguidos da Divisão Leste entre 1990 e 1992. Nas três ocasiões, os Pirates foram derrotados nas finais da Liga Nacional. Bonds saiu ao final da temporada de 1992, quando seu contrato acabou, e foi para o San Francisco Giants. Por coincidência ou não, os Pirates não conseguiram campanhas vitoriosas em nenhuma das temporadas seguintes.
O mais próximo que chegaram foi em 1997, quando um time jovem e inexperiente, que era cotado para a lanterna disparada da Liga Nacional, teve 79 vitórias e 83 derrotas e chegou a brigar pelo título da Divisão Central, de que os Pirates fazem parte desde 1994.

## Campanhas
| 1990                 | 1991                  | 1992                 | 1993                 | 1994                  | 1995                 | 1996                 | 1997                 | 1998                 | 1999                 |
| 95-67 1.º LN Leste   | 98-64 1.º LN Leste    | 96-66 1.º LN Leste   | 75-87 5.º LN Leste   | 53-61* 3.º LN Central | 58-86 5.º LN Central | 73-89 5.º LN Central | 79-83 2.º LN Central | 69-93 6.º LN Central | 78-83 3.º LN Central |
| 2000                 | 2001                  | 2002                 | 2003                 | 2004                  | 2005                 | 2006                 | 2007                 | 2008                 | 2009                 |
| 69-93 5.º LN Central | 62-100 6.º LN Central | 72-89 4.º LN Central | 75-87 4.º LN Central | 72-89 5.º LN Central  | 67-95 6.º LN Central | 67-95 5.º LN Central | 68-94 6.º LN Central | 67-95 6.º LN Central | 62-99 6.º LN Central |

* Temporada interrompida pela greve dos jogadores.

## Elenco Atual
STARTING PITCHERS:
24-  Chris Archer
31-  Jordan Lyles
59-  Joe Musgrove
50-  Jameson Taillon
34-  Trevor Williams
BULLPEN:
43-  Steven Brault
57-  Nick Burdi
30-  Kyle Crick
35-  Keone Kela
49-  Nick Kingham
66-  Dovydas Neverauskas
48-  Richard Rodríguez
37-  Edgar Santana
CLOSER:
73-  Felipe Vázquez
CATCHERS:
29-  Francisco Cervelli
32-  Elías Días
58-  Jacob Stallings
INFIELDERS:
55-  Josh Bell
26-  Adam Frazier
02-  Erik González
16-  Jung-ho Kang
19-  Colin Moran
27-  Kevin Newman
36-  José Osuna
OUTFIELDER: 
05-  Lonnie Chisenhall
12-  Corey Dickerson
06-  Starling Marte
25-  Gregory Polanco
15-  Pablo Reyes

## Principais atletas
| - Jason Bay - Bobby Bonilla - Smoky Burgess - Max Carey - Fred Clarke - Roberto Clemente - Kiki Cuyler - Dock Ellis - Elroy Face |  | - Harvey Haddix - Ralph Kiner - Vernon Law - Tommy Leach - Bill Madlock - Bill Mazeroski - Orlando Merced - Freddy Sánchez - Manny Sanguillén |  | - Willie Stargell - Rennie Stennett - Kent Tekulve - Pie Traynor - Andy Van Slyke - Arky Vaughan - Honus Wagner - Lloyd Waner - Paul Waner |